# Strophidon sathete
Strophidon sathete – gatunek ryby węgorzokształtnej z rodziny murenowatych (Muraenidae).

## Występowanie
Występują w Morzu Czerwonym, w Oceanie Indyjskim wzdłuż wybrzeży Afryki i w zachodniej części Oceanu Spokojnego. Spotykane w estuariach, czasami w rzekach. 

## Charakterystyka
Osiągają maksymalnie do 4 m długości, ale zazwyczaj około 70 cm. Jego grzbiet ma zazwyczaj brązowoszare ubarwienie, podczas gdy spód ciała jest nieco jaśniejszy. Żerują nocą, żywiąc się głównie rybami i skorupiakami. Poławiane lokalnie.